# Cadillac One
Cadillac One – samochód osobowy klasy luksusowej wyprodukowany w 2009 roku przez amerykańską markę Cadillac dla Prezydenta Stanów Zjednoczonych na zlecenie Secret Service.

## Historia i opis modelu

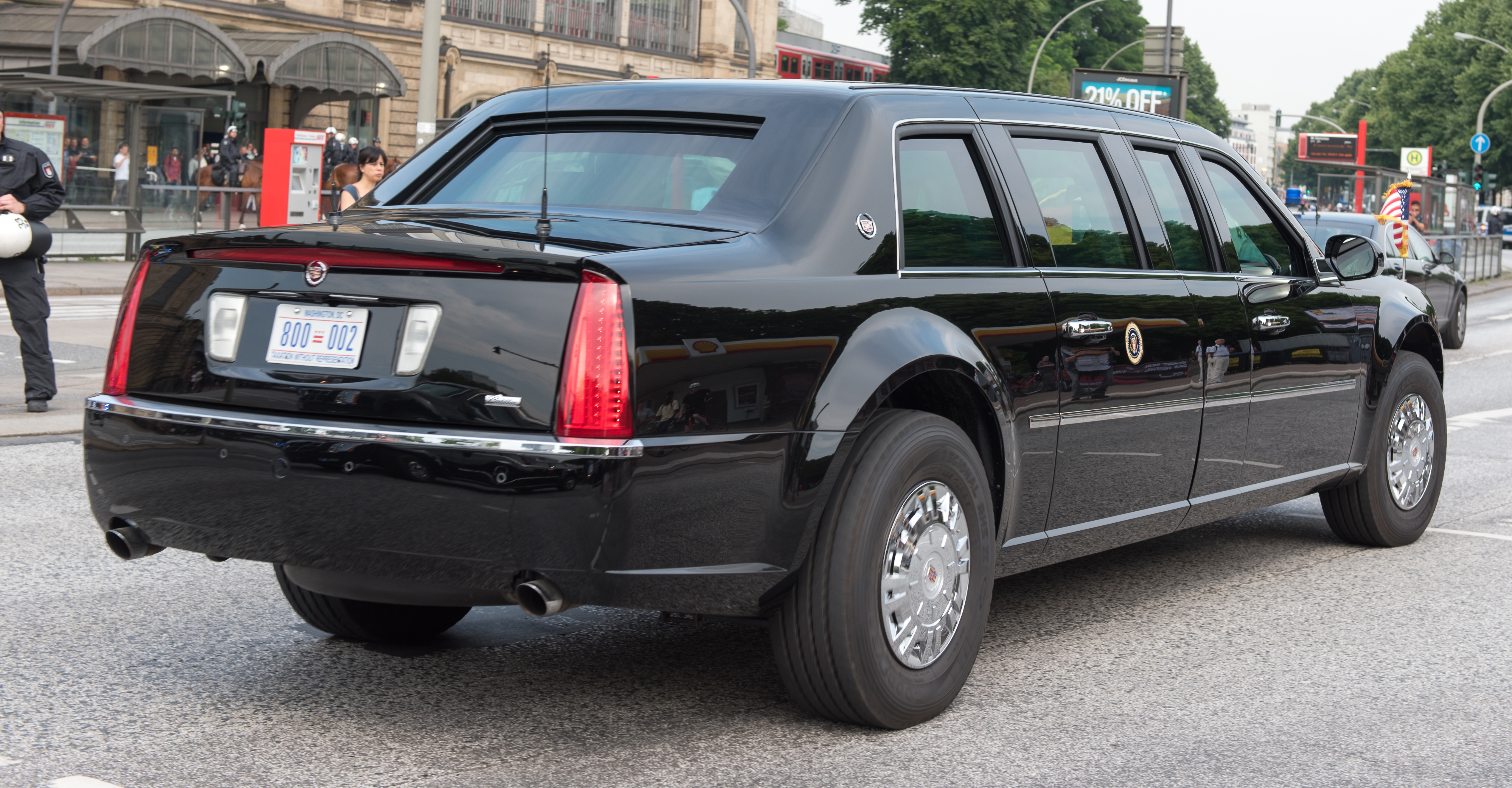
Cadillac One – tył

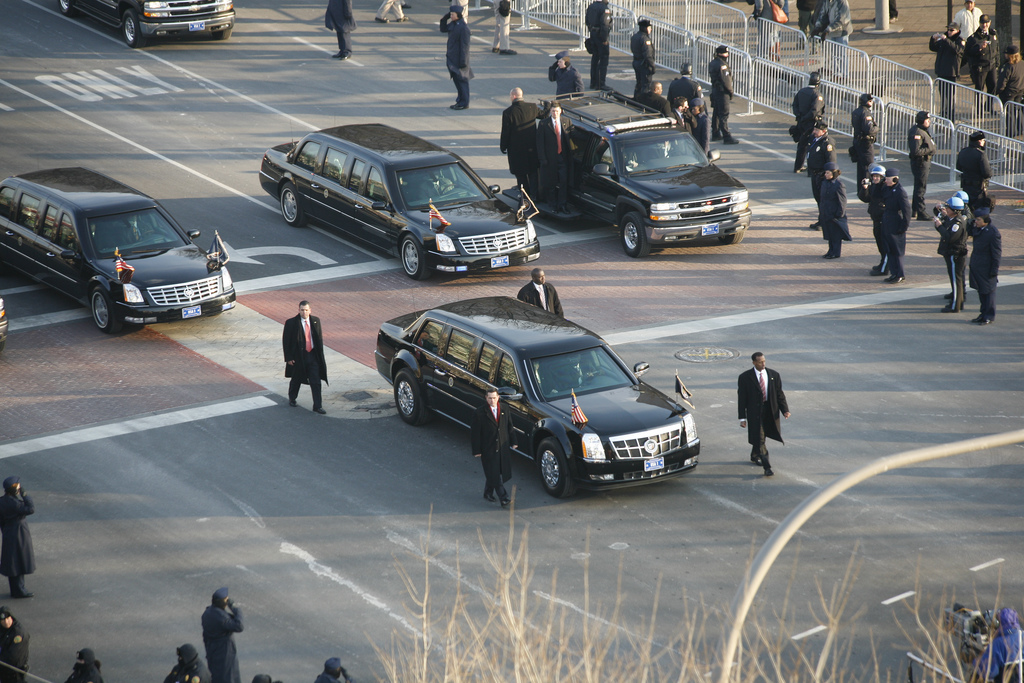
Cadillac One w asyście pojazdów Secret Service

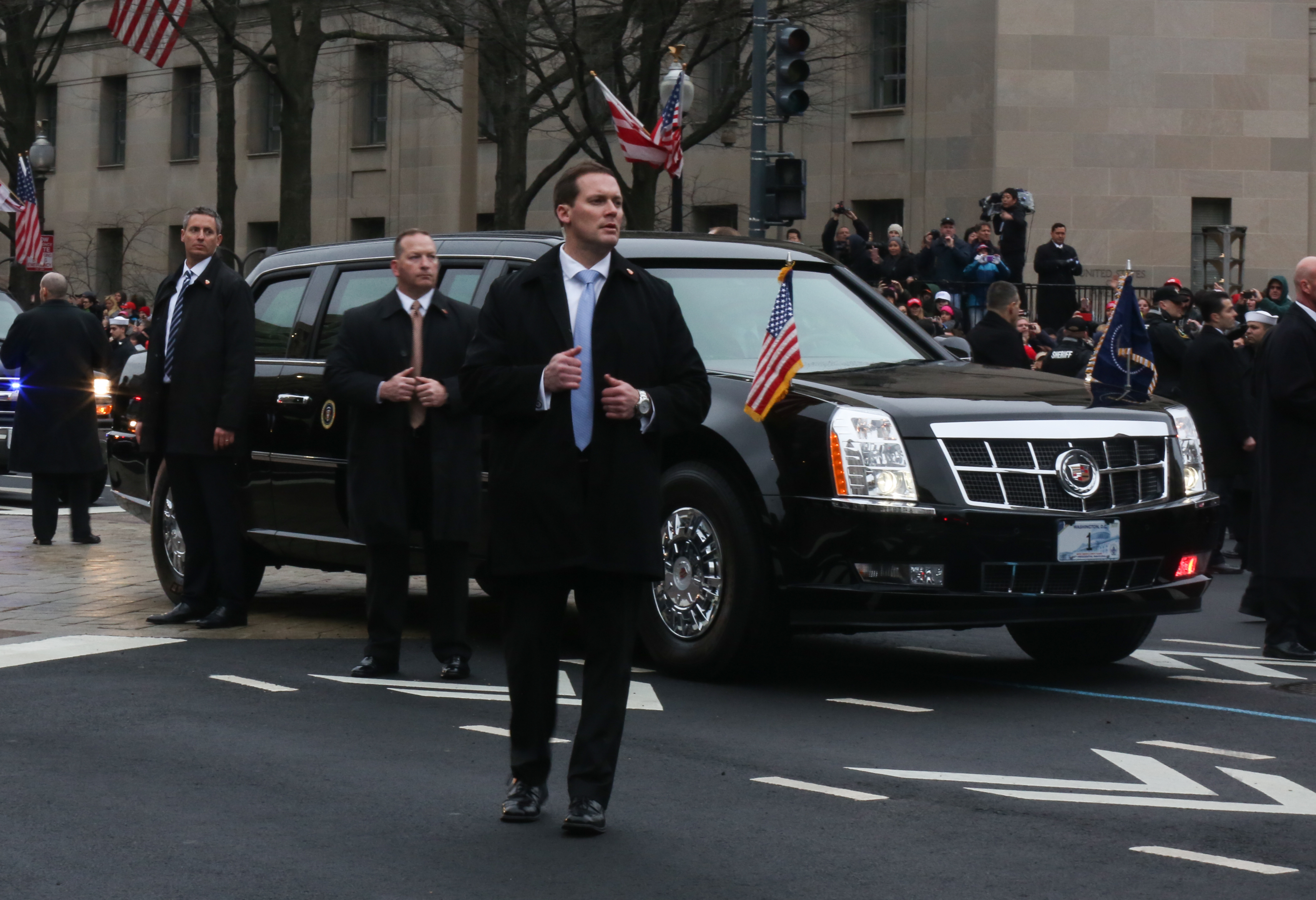
Cadillac One podczas inauguracji prezydentury Donalda Trumpa (styczeń 2017)

Współczesny samochód prezydencki Cadillac One, to limuzyna budowana na ramie ciężarówki Chevrolet Kodiak wyprodukowana przez markę Cadillac w ramach koncernu General Motors. Ze względu na budowę i wyposażenie, pojazd ten jest potocznie nazywany „Bestią”. Obecny model limuzyny wszedł do użytku 20 stycznia 2009 roku. Cena samochodu wynosiła 600 tys. USD, czyli równowartość około 2 mln zł. Pojazd to opancerzona limuzyna budowana na specjalne zamówienie według specyfikacji United States Secret Service, na bazie samochodu ciężarowego Chevrolet Kodiak, stylizowana z użyciem tylko niektórych elementów Cadillac Escalade (przednie światła). Jest lądowym odpowiednikiem Air Force One.

### Konstrukcja
Samochód jest masywną, czarną limuzyną zbudowaną na podwoziu Chevrolet Kodiak. Limuzyna została zbudowana według wymagań specyfikacji Secret Service, jest zabezpieczona przed wybuchami, kulo- i gazoodporna. Spełnia wszystkie wymagania i posiada zabezpieczenia wymagane przez Secret Service. Wnętrze jest przystosowane do potrzeb męża stanu. Większość podzespołów jest produkowana na specjalne zamówienie, w tym ręcznie szyte obicia wnętrz. Cadillac One (zbliżony wyglądem do Cadillaca DTS) wyposażony jest w co najmniej 5-centymetrowej grubości opancerzenie oraz kuloodporne szyby o grubości 5 cm. Platforma podłogowa to metalowa płyta o grubości 12 cm. Drzwi mają grubość 20 cm, zostały wykonane z kombinacji stopu tytanu uzbrojonego w płytki ceramiczne, stali, kevlaru, aluminium i betonu. Samochód jest tak skonstruowany, by znajdujący się w nim prezydent przetrwał nie tylko ostrzał z broni maszynowej, ale też wybuch przydrożnej bomby, a także atak z użyciem broni biologicznej. „Bestia” waży 9 ton i zużywa średnio 30 l paliwa na 100 km. Bestia wyposażona jest w 8-cylindrowy silnik wysokoprężny Duramax. Przyspieszenie prezydenckiej limuzyny 0 do 60 mil na godzinę zajmuje 15 s. W prezydenckiej kabinie może zmieścić się pięciu pasażerów, łącznie samochodem może podróżować siedem osób, wliczając kierowcę. Prezydent ma do dyspozycji wyposażenie potrzebne do pełnienia obowiązków głównodowodzącego sił zbrojnych, w tym szyfrowaną komunikację poprzez bezprzewodową łączność satelitarną SATCOM w towarzyszącym mu Chevrolecie Suburban.

### Incydenty
- 23 maja 2011 roku doszło do incydentu z udziałem Cadillaca One: w trakcie podróży prezydenta Baracka Obamy samochód utknął na przejeździe, w bramie ambasady Stanów Zjednoczonych w irlandzkim Dublinie; prezydenta nie było w środku limuzyny,

- 20 marca 2013 roku samochód został unieruchomiony i odholowany na platformie w Tel Awiwie, w Izraelu, kiedy kierowca przez pomyłkę zatankował benzynę zamiast oleju napędowego.